# Albert Montgomery
Henrik Albert Montgomery, född den 29 december 1852 i Lysviks församling, Värmlands län, död den 17 februari 1913 i Lidingö församling, Stockholms län, var en svensk lexikograf och översättare från engelska. 
Han var från 1904 fängelsedirektör för Tvångsarbetsanstalten för kvinnor i Norrköping. Montgomery är begravd på Östra kyrkogården i Göteborg.

## Översättningar
- Walter Besant: Guldfjäriln (Fahlcrantz, 1883)
- Frank R. Stockton: Styr-gård: en amerikansk skämthistoria (Rudder grange) (Bonnier, 1884)
- Hugh Conway: Töcken och ljus (Called back) (Fahlcrantz, 1884)
- Hugh Conway: Mörka dagar (Fahlcrantz, 1885)
- Jerome K. Jerome: Tre män i en båt (1890; 10:e uppl. 1948)
- Jerome K. Jerome: En dagdrifvares funderingar (Fahlcrantz, 1890)
- Rudyard Kipling: Höglandsbilder från Hindustan (Plain tales from the hills) (Fahlcrantz, 1891)
- Rudyard Kipling: Höglandsbilder från Hindustan : ny samling (1891, även 1908)
- Jerome K. Jerome: En pilgrims dagbok - och mera dertill (Fahlcrantz, 1891)
- George Grossmith och Weedon Grossmith: En hvardagsmenniskas dagbok (Fahlcrantz, 1892)
- Joseph Hatton: Klytia: roman (Clytie) (Fahlcrantz, 1894)
- Jerome K. Jerome: Otroligt men sant (Sketches in lavender, blue and green) (Fahlcrantz, 1897)
- R. Andom: Vi tre och Troddles (Fahlcrantz, 1898)
- Jerome K. Jerome: Nya funderingar af en dagdrifvare (The second thoughts of an idle fellow) (Fahlcrantz, 1899)
- Jerome K. Jerome: Tre män på en velociped (Fahlcrantz, 1900)
- F. Anstey (Thomas Anstey Guthrie, 1856-1934): Bronsflaskan: en fantastisk berättelse (The brass bottle) (Fahlcrantz, 1901). Ny uppl. Aleph, 2005